# Тридубівська сільська рада
Три́дубівська сільська́ ра́да — колишній орган місцевого самоврядування у Кривоозерському районі Миколаївської області. Адміністративний центр — село Тридуби.

## Загальні відомості
- Населення ради: 2 169 осіб (станом на 2001 рік)

## Населені пункти
Сільській раді підпорядковані населені пункти:
- с. Тридуби
- с. Сорочинка

## Склад ради
Рада складається з 16 депутатів та голови.
- Голова ради: Руснак Василь Анатолійович
- Секретар ради: Кручок Алла

### Керівний склад попередніх скликань
| Прізвище, ім'я, по батькові | Основні відомості                                                         | Дата обрання | Дата звільнення |
| --------------------------- | ------------------------------------------------------------------------- | ------------ | --------------- |
| Луценко Сергій Миколайович  | Сільський голова, 1967 року народження, член Народної партії              | 26.03.2006   | 31.10.2010      |
| Глухий Василь Петрович      | Сільський голова, 1953 року народження, освіта вища, член Партії регіонів | 31.10.2010   |                 |

Примітка: таблиця складена за даними сайту Верховної Ради України